# Fernando Martínez Rubio
Fernando Martínez Rubio, más conocido como Fernando Martínez (Murcia, 10 de junio de 1990) es un futbolista español que juega como portero en la U.D. Almería, de la Primera División.

## Trayectoria
Fernando empezó su carrera en el Sangonera para luego pasar al Real Murcia Imperial.
Al no tener sitio en el primer equipo se fue cedido un año al UCAM Murcia CF del que fue repescado por Onésimo. En la temporada 2012/13 defendió la portería del conjunto universitario en 2ªB.
El verano de 2013, hace la pretemporada con el primer equipo del Real Murcia parando un penalti ante el Orihuela CF. Fernando jugó con el club grana tanto en la Segunda División B como en la categoría de plata del fútbol español. En 2013/14, el futbolista debutó en Segunda frente al AD Alcorcón, saliendo desde el banquillo. A partir de ese momento, no paró de crecer profesionalmente. En dos años defendió la meta del Real Murcia en 56 encuentros.
La temporada 2015/16 disputó 36 partidos de titular con el Real Murcia en el grupo IV de la Segunda B. Al terminar la temporada decide no aceptar la oferta de renovación del Real Murcia y esperar ofertas de categoría superior.
En julio de 2016, Fernando vuelve a ser portero del UCAM Murcia. El guardameta murciano ficha por 1 temporada.
En el verano de 2017 se marcha a la U.D. Almería. En su primera temporada en el conjunto indálico, la 2017/18, no llega a disputar ningún encuentro ligero, tan solo un partido en la Copa del Rey. Posteriormente en la 2018/19 disputa en total 8 encuentros con la camiseta rojiblanca, demostrando un buen nivel. En la temporada siguiente, la 2019/20, Fernando logra ganarse el puesto de titular con Guti en el banquillo del conjunto almeriensista, y tras jugar 15 partidos en 31 jornadas demostrando un gran estado de forma y un gran nivel, la U.D. Almería le renueva el contrato hasta 2022.

## Clubes
| Club                      | País   | Temporada |
| ------------------------- | ------ | --------- |
| Sangonera Atlético        | España | 2009-2010 |
| Real Murcia Imperial      | España | 2010-2011 |
| UCAM Murcia C.F. (Cedido) | España | 2011-2012 |
| Real Murcia C.F.          | España | 2012-2013 |
| Real Murcia C.F.          | España | 2013-2014 |
| Real Murcia C.F.          | España | 2014-2015 |
| Real Murcia C.F.          | España | 2015-2016 |
| UCAM Murcia C.F.          | España | 2016-2017 |
| U.D. Almería              | España | 2017-2018 |
| U.D. Almería              | España | 2018-2019 |
| U.D. Almería              | España | 2019-2025 |

## Palmarés

### Distinciones individuales
| Premio                              | Equipo       | Competición                | Temporada |
| ----------------------------------- | ------------ | -------------------------- | --------- |
| Mejor jugador del mes de noviembre. | U.D.Almería  | Segunda División de España | 2021-22   |
| Trofeo Zamora                       | U.D. Almería | Segunda División de España | 2021-22   |